# قائمة شعارات مناطق إسبانيا ذات الحكم الذاتي
قائمة شعارات النبالة لمجتمعات الحكم الذاتي في إسبانيا الشعارات المميزة لـ 17 مجتمعًا يتمتع بالحكم الذاتي في إسبانياالإضافة إلى مدينتي سبتة ومليلية المتمتعة بالحكم الذاتي.

## الحكم الذاتي

### مجتمعات الحكم الذاتي

شعار الأندلس (1982–)
Coat of arms of  [لغات أخرى]‏ منطقة أرغون (1499–)
Coat of arms of  [لغات أخرى]‏ أشتورية (1984–)
Coat of arms of  [لغات أخرى]‏ جزر البليار
شعار الباسك (1978–)
Coat of arms of  [لغات أخرى]‏ جزر الكناري (1982–)
Coat of arms of  [لغات أخرى]‏ قنطبرية (1985–)
Coat of arms of  [لغات أخرى]‏ قشتالة والمنشف (1983–)
Coat of arms of  [لغات أخرى]‏ قشتالة وليون (1230–)
Coat of arms of  [لغات أخرى]‏ كتالونيا (القرن الثاني عشر–)
Coat of arms of  [لغات أخرى]‏ إكستريمادورا (1985–)
Coat of arms of  [لغات أخرى]‏ جيليقية (القرن الخامس عشر–)
Coat of arms of  [لغات أخرى]‏ لا ريوخا (1957–)
Coat of arms of  [لغات أخرى]‏ مدريد (1983–)
Coat of arms of  [لغات أخرى]‏ مرسية (1982–)
Coat of arms of  [لغات أخرى]‏ منطقة نبرة (1212–)
Coat of arms of  [لغات أخرى]‏ منطقة بلنسية

### مدن الحكم الذاتي

Coat of arms of  [لغات أخرى]‏ سبتة (القرن الخامس عشر–)
شعار النبالة لمليلية مليلية (1913–)

## أنظر أيضا
- مجتمعات الحكم الذاتي في إسبانيا
- أناشيد مناطق الحكم الذاتي في إسبانيا
- أعلام مناطق الحكم الذاتي في إسبانيا